# Ерен Крюгер
Ерен Крюгер (англ. Ehren Kruger, нар. 5 жовтня 1972) — американський сценарист і продюсер. Найбільш відомий як сценарист трьох фільмів серії «Трансформери»: «Помста полеглих», «Темна сторона Місяця» та «Час вимирання», а також американської версії фільму «Дзвінок» та його продовження «Дзвінок 2», та американської адаптації манґи «Привид у латах».
За роботу над фільмом «Найкращий стрілець: Маверік» Крюгер був номінований на премію «Оскар» за найкращий адаптований сценарій.

## Біографія
Крюгер народився та виріс у Александрії, штат Вірджинія. Відвідував Природничо-технологічну школу імені Томаса Джефферсона, закінчивши її 1990 року. Після цього Крюгер навчався в Школі мистецтв Тіша Нью-Йоркського університету, яку закінчив в 1993 році зі ступенем бакалавра образотворчих мистецтв.
Він є сценаристом фільмів «Дорога на Арлінґтон», «Крик 3» та «Азартні ігри», а за роботу над картиною «Дзвінок» (2002) Крюгер був номінований на премію Брема Стокера за найкращий сценарій.
Крюгер також трохи підкоригував сценарій фільму «Крик 4», коли Кевіну Вільямсону довелося покинути виробництво.
Раніше в своїй кар'єрі, після написання сценарію «Дорога на Арлінґтон», він отримав Нікколовську стипендію від Академії кінематографічних мистецтв і наук у 1996 році. Крюгер також написав сценарій до фільму-адаптації Террі Ґілліама «Брати Грімм».

## Фільмографія
| Рік  | Назва                                  | Сценарист | Продюсер   | Нотатки                                                           |
| ---- | -------------------------------------- | --------- | ---------- | ----------------------------------------------------------------- |
| 1998 | «Убивці в будинку»                     | Так       | Ні         | Телефільм                                                         |
| 1999 | «Дорога на Арлінґтон»                  | Так       | Ні         |                                                                   |
| 1999 | «New World Disorder»                   | Так       | Ні         | У співавторстві з Джеффрі Смітом                                  |
| 2000 | «Крик 3»                               | Так       | Ні         |                                                                   |
| 2000 | «Азартні ігри»                         | Так       | Ні         |                                                                   |
| 2001 | «Прибулець»                            | Так       | Ні         | У співавторстві з Керолайн Кейс та Девідом Туї                    |
| 2002 | «Дзвінок»                              | Так       | Ні         |                                                                   |
| 2005 | «Дзвінки»                              | Так       | Ні         | Короткометражний фільм У співавторстві з Джонатаном Лібесманом    |
| 2005 | «Дзвінок 2»                            | Так       | Ні         |                                                                   |
| 2005 | «Ключ від усіх дверей»                 | Так       | Ні         |                                                                   |
| 2005 | «Брати Грімм»                          | Так       | Ні         |                                                                   |
| 2007 | «Кров і шоколад»                       | Так       | Виконавчий | У співавторстві з Крістофером Лендоном                            |
| 2009 | «Трансформери 2: Помста полеглих»      | Так       | Ні         | У співавторстві з Роберто Орсі та Алексом Куртцманом              |
| 2011 | «Трансформери 3: Темна сторона Місяця» | Так       | Ні         |                                                                   |
| 2014 | «Трансформери: Час вимирання»          | Так       | Ні         |                                                                   |
| 2017 | «Привид у броні»                       | Так       | Ні         | У співавторстві з Джеймі Моссом та Вільямом Віллером              |
| 2019 | «Дамбо»                                | Так       | Так        |                                                                   |
| 2022 | «Найкращий стрілець: Маверік»          | Так       | Ні         | У співавторстві з Еріком Ворреном Сінґером та Крістофер Маккворрі |
| 2025 | «Формула-1»                            | Так       | Ні         |                                                                   |

Незазначені редагування
- «Дракула 2000» (2000)
- «Техаські рейнджери» (2001)
- «Мисливці за розумом» (2004)
- «Крик 4» (2011)

Тільки продюсер
- «Крик 4» (2011) (виконавчий продюсер)
- «Дом мрій[en]» (2011)
- «Дзвінки» (2017) (виконавчий продюсер)
- «Офелія» (2018)